# 科勒河
科勒河（法語：Côle，法語發音：[kol]）是法國的河流，位於該國中南部，屬於德羅訥河的左支流，河道全長51.5公里，流域面積172平方公里，發源自菲尔贝，河口處在佩里戈尔地区布朗托姆。

## 外部連結
- http://www.geoportail.fr （页面存档备份，存于）
- Sandre数据库中的科勒河 （页面存档备份，存于）